# 제즈베

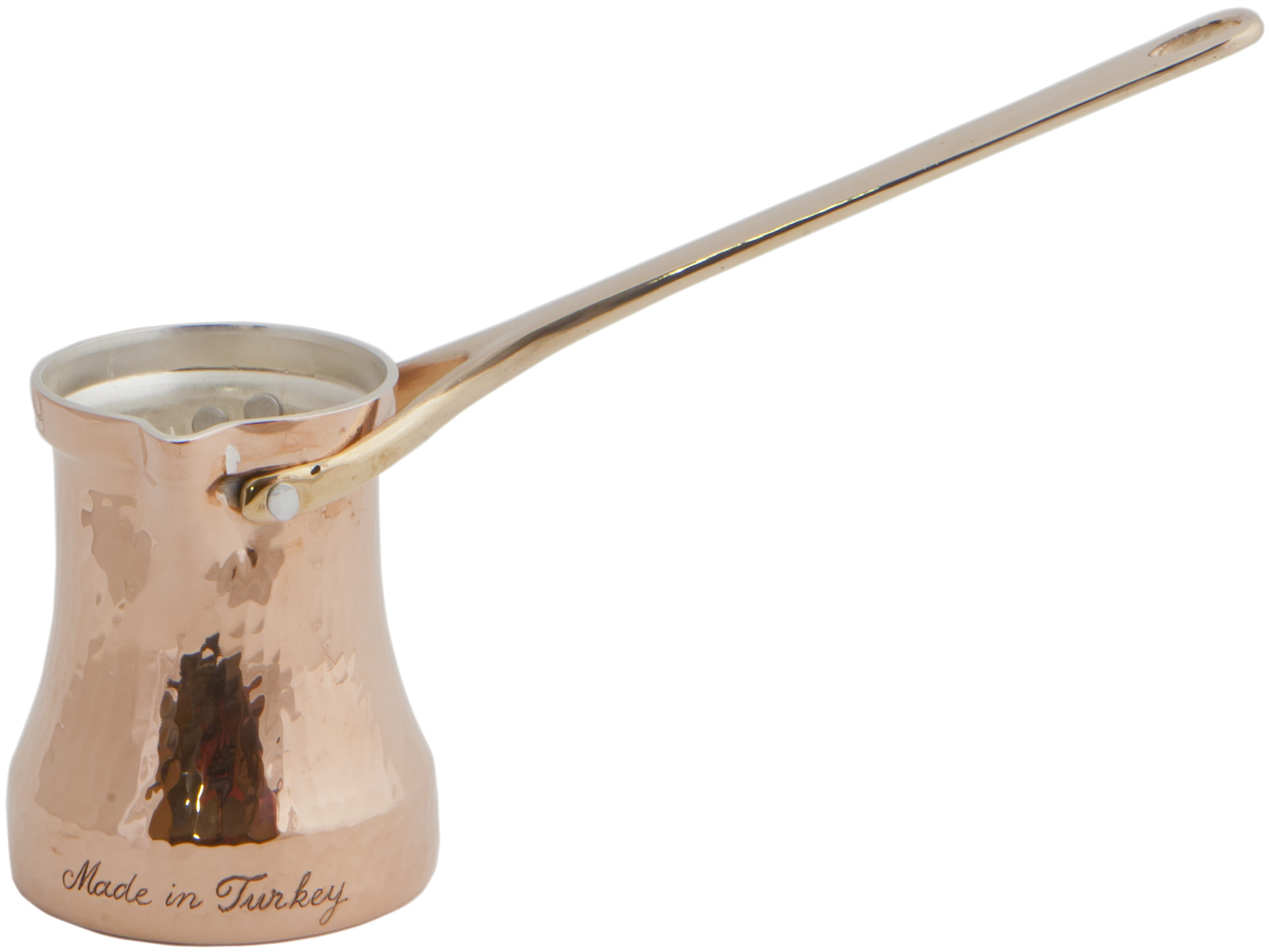
제즈베

제즈베(튀르키예어: cezve)는 터키 커피를 끓이는 데 쓰이는 길고 좁은 편수 냄비이다. 미국 등에서는 이브릭(영어: ibrik)이라는 이름으로도 알려져 있다. 전통적으로는 구리나 황동으로 만들며, 금이나 은으로 만들기도 하였다. 현대에는 스테인리스강이나 알루미늄, 세라믹 등으로 만들기도 한다.

## 이름
튀르키예어 "제즈베(cezve)"의 어원은 "불잉걸"을 뜻하는 아랍어 "자드와(جذوة)"이다.
영어 "이브릭(ibrik)"의 어원은 "피처"를 뜻하는 아랍어 "이브리끄(إبريق)"인데, 이것이 오스만 튀르크어 "이브릭(ابریق)"을 거쳐 차용되었다. 현대 터키어에서 "이브릭(ibrik)"은 제즈베가 아닌 일반 피처를 가리키는 말이다.

## 사진 갤러리

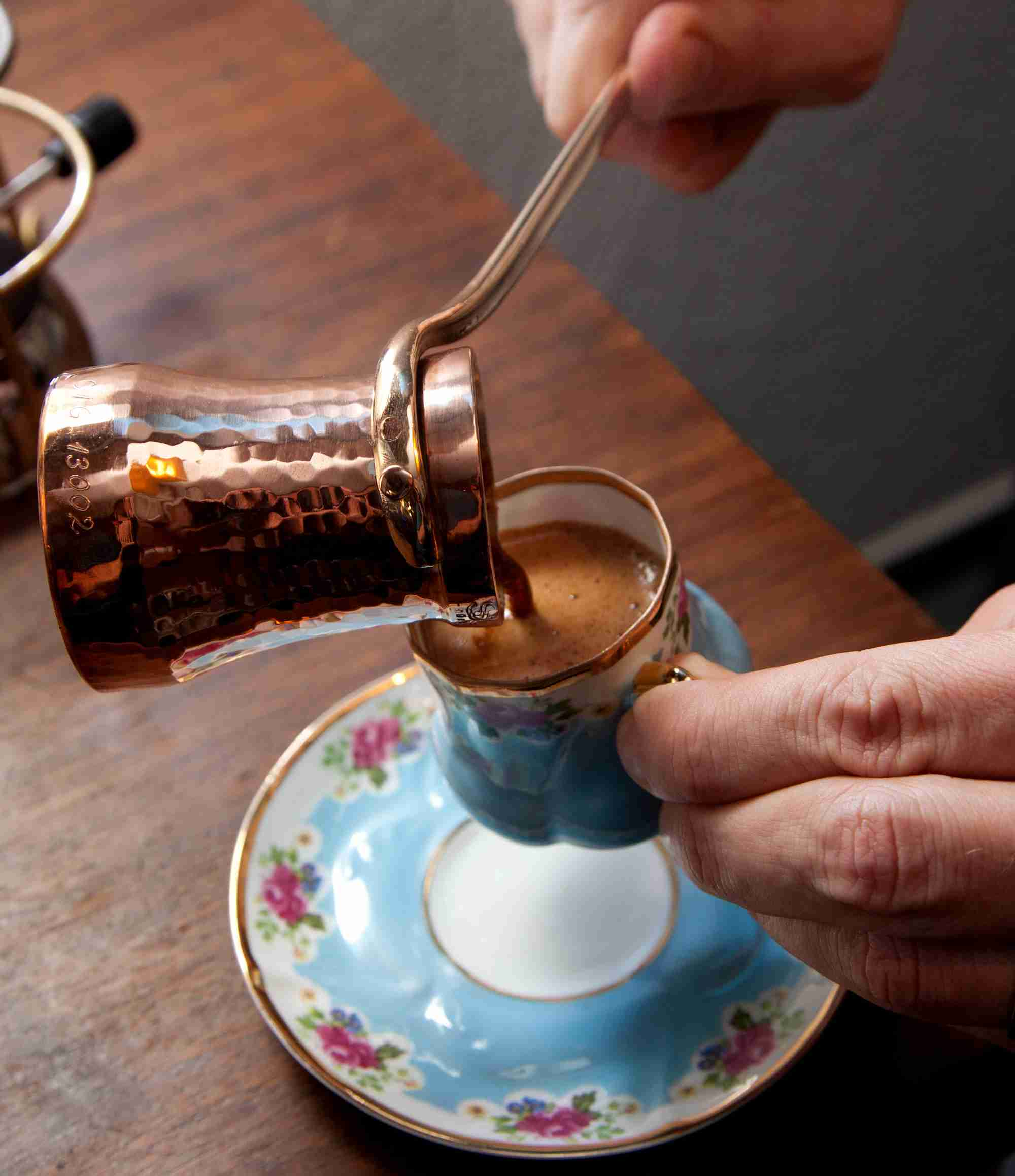
제즈베에서 터키 커피를 따르는 모습

## 같이 보기
- 달라
- 저버나